# Centaurea jacea
Centaurea jacea là một loài thực vật có hoa trong họ Cúc. Loài này được Carl von Linné mô tả khoa học đầu tiên năm 1753.